# Fourni (Ägäis)
Die griechische Inselgruppe Fourni (griechisch Φούρνοι (m. pl.)) bildet die Gemeinde Fourni Korseon (Δήμος Φούρνων Κορσεών). Gemeinsam  mit der Gemeinde Ikaria bildet es den Regionalbezirk Ikaria in der Region Nördliche Ägäis. Fourni bedeutet „Backöfen“ (Einzahl Fournos Φούρνος); der antike Name der Inseln war Korasiai nēsoi Κοράσιαι νήσοι, wovon sich der zweite Name der Gruppe, Korsees (Κορσέες), ableitet. Von den Inseln der Gemeinde sind nur die Hauptinsel Fourni (Φούρνοι), die westlich gelegene Insel Thymena und die östlich gelegene Insel Agios Minas bewohnt. Die zahlreichen schärenartigen Inseln sind unbewohnt.

## Geographie

### Lage

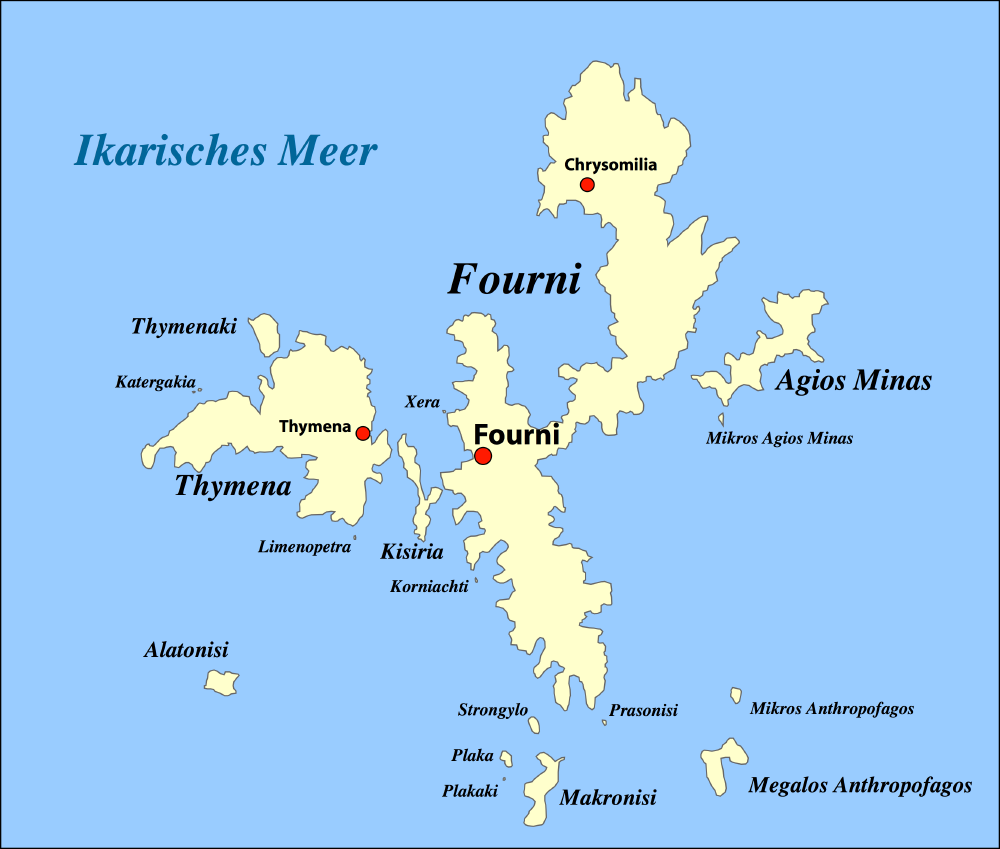
Karte des Fourni-Archipels

Die Inselgruppe liegt in der östlichen Ägäis südlich zwischen Samos und Ikaria. Die kürzeste Verbindung von der Hauptinsel Fourni nach Samos beträgt etwa 6,5 km, von Thymena nach Ikaria etwa 9 km. Patmos liegt 17 km südlich. Die Nord-Süd-Ausdehnung der Inselgruppe liegt bei 17 km und bei nahezu 16 km in West-Ost-Richtung. Die Gesamtfläche beträgt 45,879 km².

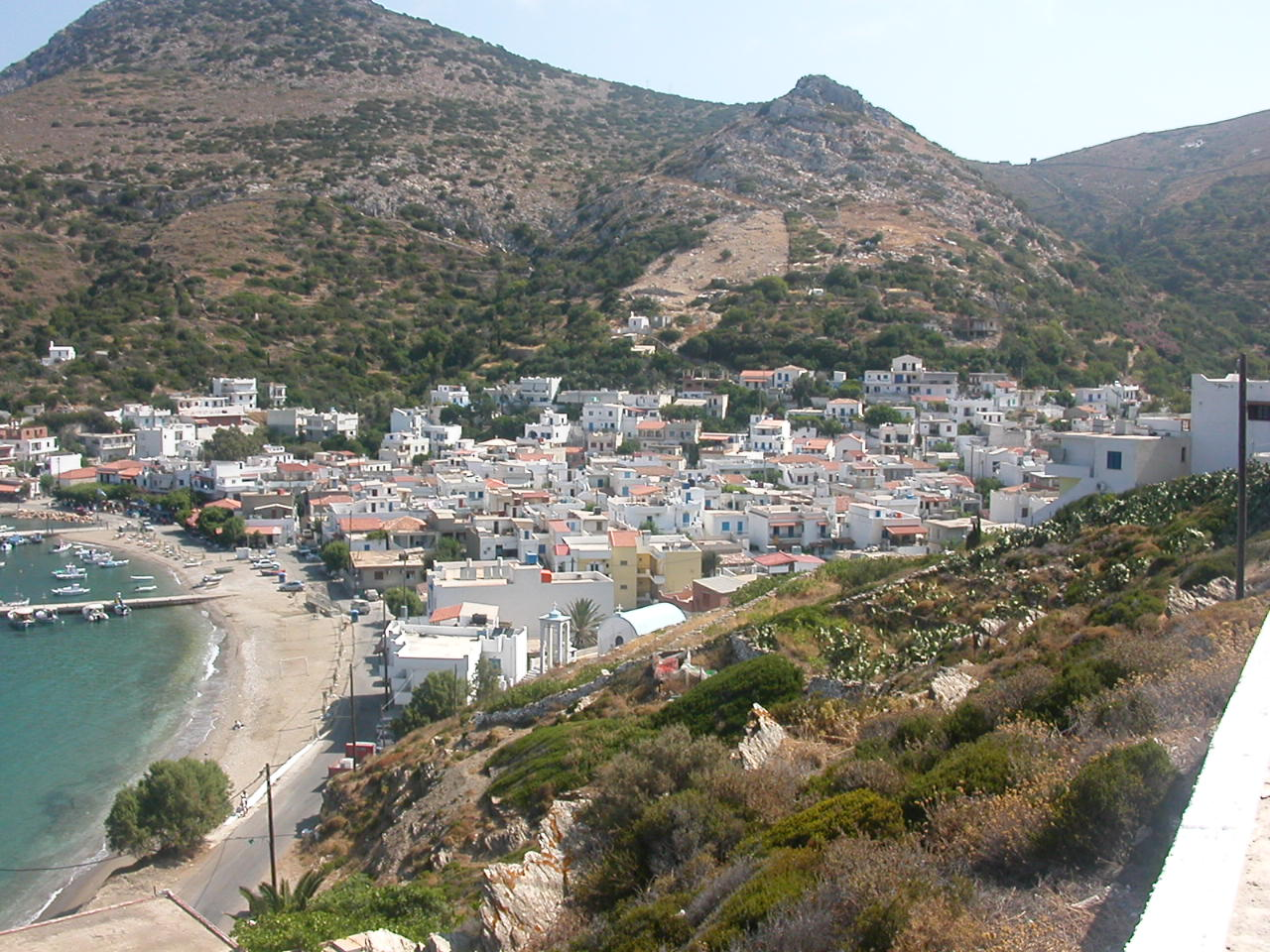
Der Hauptort der Insel Fourni

Die zentral gelegene 30,5 km² große Hauptinsel besteht aus zwei nahezu gleich großen Teilen von jeweils etwa 9 km Länge. Die maximale Ausdehnung beträgt von Nord nach Süd 14,5 km. Aufgrund des stark gegliederten Küstenverlaufs mit zahlreichen kleinen Buchten variiert die Breite von weniger als 300 m, bis maximal 3,5 km im Norden des nordöstlichen Inselteils. Hier liegt auch der Korakas (Κόρακας) mit 514 m der höchste Berg der Insel. Der Hauptort Fourni mit etwa 1000 Einwohnern liegt im Westen der Insel an der Hafenbucht Ormos Fournon (Όρμος Φούρνων). Die nächstgrößere Siedlung Chrysomilia (Χρυσομιλιά) hat annähernd 100 Einwohner (2001). Verteilt auf die Insel leben noch etwa 200 Einwohner in kleinen Ansiedlungen. Seit dem Zweiten Weltkrieg blieb die Bevölkerungszahl konstant.

### Natur

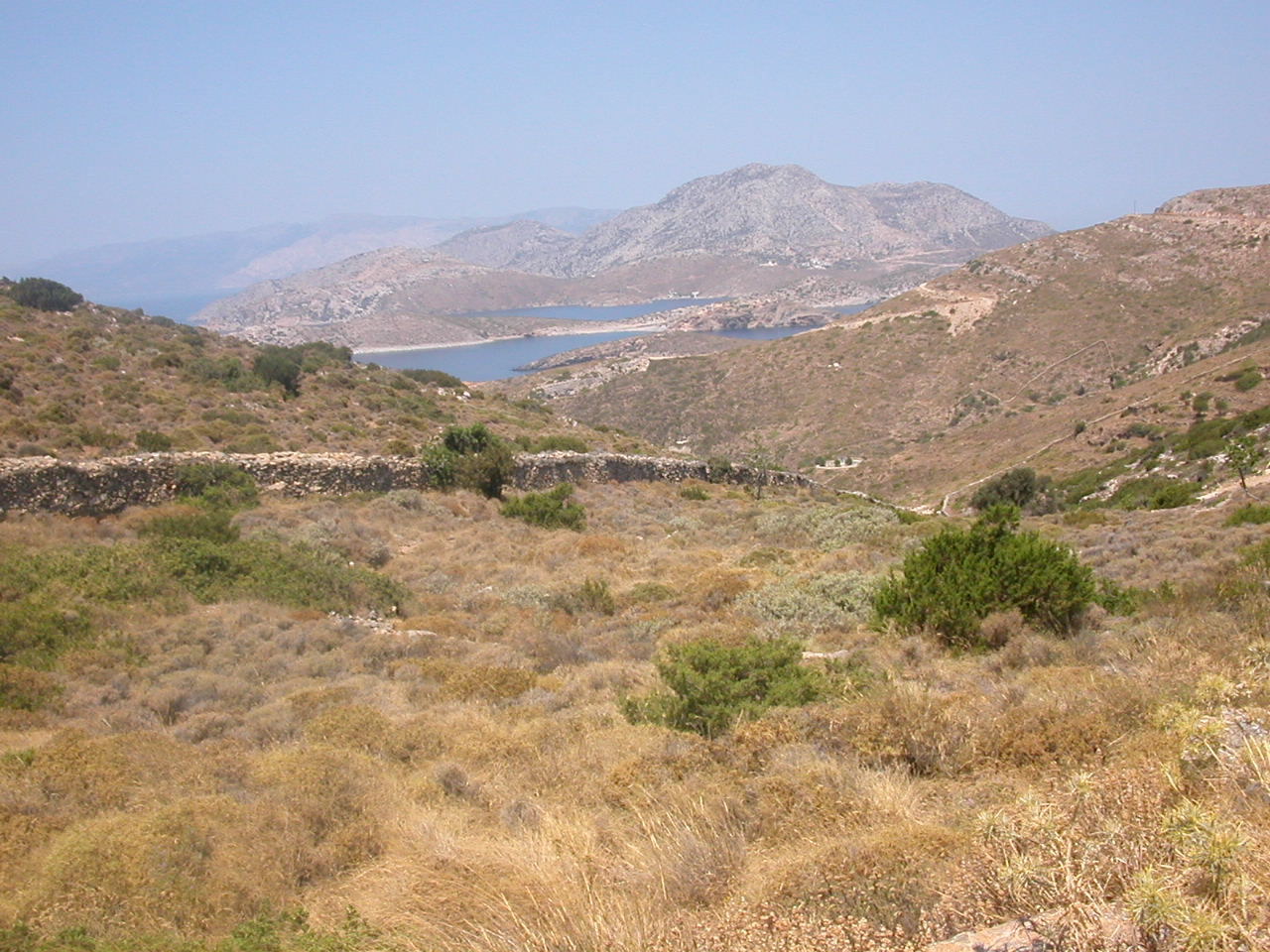
Landschaft der Inselgruppe (Blick von Fourni Richtung Thymena und Ikaria)

Die Hauptinseln haben einen hügeligen bis bergigen Charakter. Trotz der geringen Inselfläche erreicht Fourni eine Küstenlänge von 126 km. Die Küstenlinie ist stark gegliedert, mit Grotten durchsetzte Steilküsten wechseln mit Felsenküsten und tiefen Buchten mit Sand- und Kiesstränden. Phrygana-Bestände mit Genista acanthoclada, Centaurea spinosa und Sarcopoterium spinosum sowie niedrige Macchie mit Pistacia lentiscus und Juniperus phoenicea bestimmt die Vegetation auf Fourni. Im Norden sind Wallhecken überwiegend mit Johannisbrotbäumen (Ceratonia siliqua) und Echten Bärentrauben (Arctostaphylos uva-ursi) angelegt. Durch den Holzeinschlag in der Zwischenkriegszeit und die anhaltenden Beweidung entstandenen Erosionsproblemen droht die Zerstörung dieses typischen Landschaftsbildes.

#### Fauna
Die Reptilienfauna der Inselgruppe ist im Vergleich zu den Nachbarinseln Ikaria und Samos artenarm. Sie besteht aus sieben Arten, davon kommen sechs auf der Hauptinsel Fourni und fünf auf Thymena vor. Am häufigsten vertreten und auf sechs Inseln anzutreffen ist der weit verbreitete Ägäische Nacktfinger (Mediodactylus kotschyi), der Europäische Halbfinger (Hemidactylus turcicus turcicus) ist nur von den beiden Hauptinseln bekannt. Die Kopfbinden-Zwergnatter (Eirenis modestus) und die Schlangenaugen-Eidechse Ophisops elegans sind typische Reptilienvertreter der östlichen Ägäis und des Dodekanes, letztere Art fehlt auf Fourni. Weitere Arten sind der Hardun (Laudakia stellio), die Johannisechse (Ablepharus kitaibelii) und die Balkan-Springnatter (Coluber caspius). Mit Ausnahme von Ablepharus kitaibelii, die am häufigsten in der Phrygana vorkommt, sind die stärksten Populationen der übrigen Arten in der Macchie oder ihrer degradierten Form anzutreffen.
Auf den Inseln leben dauerhaft Habichtsadler, Wanderfalke und Krähenscharbe, als Brutvogelarten sind Adlerbussard, Schlangenadler, Eleonorenfalke, Rötelfalke, Sturmschwalbe, Korallenmöwe, Gelbschnabel-Sturmtaucher und der Schwarzstirnwürger bekannt.
Die endemische Assel Schizidium paragamiani ist in der Roten Liste Griechenlands als vom Aussterben bedroht (CR – Critically Endangered) eingestuft.

## Verwaltung und Gemeinde
Seit 1918 bildete der Ort Fourni zusammen mit Chrysomilia und der Nachbarinsel Fymena die Landgemeinde Fourni Korseon (Κοινότητα Φούρνων Κορσεών) mit Sitz in Fourni. Die Insel Agios Minas wurde 1940 der Gemeinde angeschlossen, gleichzeitig Chrysomilia in Chrysomilea und die Nachbarinsel Fymena in Thymena umbenannt. Die Anerkennung der übrigen Weiler und Siedlungen erfolgte 1981. Die Landgemeinde Fourni Korseon (Κοινότητα Φούρνων Κορσεών) wurde 1994 zur Stadtgemeinde Fourni (Δήμος Φούρνων) erhoben. Mit der Gemeindereform nach dem Kapodistrias-Programm im Jahr 1997 erhielt die Gemeinde ihren heutigen Namen Dimos Fournon Korseon (Δήμος Φούρνων Κορσεών), durch die Eingliederung der umliegenden Inseln im Jahr 2001 ihre heutige Ausdehnung. Seit der Umsetzung der Verwaltungsreform 2010 bildet die Gemeinde Fourni gemeinsam mit der Gemeinde Ikaria den Regionalbezirk Ikaria (Periferiaki Enotita Ikarias Περιφερειακή Ενότητα Ικαρίας).
Nach der Volkszählung von 2011 hatte die Gemeinde 1459 Einwohner, davon 1120 im Hauptort Fourni.
- Fourni (Φούρνοι (m. pl.), 1120)
- Agios Ioannis Thermastis (Άγιος Ιωάννης Θερμαστής (m. sg.), 1)
- Agios Minas (Άγιος Μηνάς (m. sg.), 3)
- Dafnolies (Δαφνολιές (m. pl.), 2)
- Thymena (Θύμαινα (f. sg.), 136)
- Kamari (Καμάρι (n. sg.), 14)
- Kambi Fournon (Καμπί Φούρνων (n. sg.), 15)
- Kambi Chrysomileas (Καμπί Χρυσομηλέας (n. sg.), 50)
- Keramidou (Κεραμειδού (f. sg.), 7)
- Bali (Μπαλί (n. sg.), 6)
- Plagia (Πλαγιά (f. sg.), 1)
- Chrysomilea (Χρυσομηλέα (f. sg.), 104)

### Name und Lage der einzelnen Inseln
| Name                                                       | griechischer Name                                  | Fläche km²       | Lage                             |
| ---------------------------------------------------------- | -------------------------------------------------- | ---------------- | -------------------------------- |
| Katergakia (zwei Felsen)                                   | Κατεργάκια                                         | 00,001 und 0,004 | 37° 35′ 26″ N, 26° 24′ 36″ O     |
| Thymenaki (Thymenonisi)                                    | Θυμαινάκι (Θυμαινονήσι)                            | 00,412           | 37° 36′ 7″ N, 26° 25′ 40″ O      |
| Thymena                                                    | Θύμαινα                                            | 10,071           | 37° 35′ 6″ N, 26° 26′ 2″ O       |
| Korniachti (Monos)                                         | Κορνιαχτή (Μόνος)                                  | 00,006           | 37° 33′ 10″ N, 26° 28′ 49″ O     |
| Limenopetra (Petalo) ein größerer und vier kleinere Felsen | Λιμενοπέτρα? (Πέταλο)                              | 00,006           | 37° 33′ 43″ N, 26° 26′ 58″ O     |
| Kisiria (Kesiria, Diapori)                                 | Κισηριά (Κεσιριά, Διάποροι)                        | 00,662           | 37° 34′ 15″ N, 26° 27′ 59″ O     |
| Alatonisi (Alatsonisi, Alafonisi)                          | Αλατονήσι (Αλατσονήσι, Αλαφονήσι)                  | 00,298           | 37° 31′ 56″ N, 26° 25′ 0″ O      |
| Stridi                                                     | Στρείδι                                            | 00,002           | 37° 37′ 33″ N, 26° 29′ 45″ O     |
| Petrokavaro (Achinos)                                      | Πετροκάραβο (Αχινός)                               | 00,001           | 37° 36′ 20″ N, 26° 28′ 17″ O     |
| Namenloser Felsen                                          |                                                    | 00,001           | 37° 36′ 14,3″ N, 26° 28′ 24,3″ O |
| Xera (Zargani) – mehrere kleine Felsen                     | Ξέρα (Ζαργάνι)                                     | 0<0,001          | 37° 35′ 11″ N, 26° 28′ 21″ O     |
| Fourni                                                     | Φούρνοι                                            | 30,500           | 37° 35′ 16″ N, 26° 30′ 27″ O     |
| Agios Minas                                                | Άγιος Μηνάς                                        | 02,343           | 37° 35′ 54″ N, 26° 33′ 12″ O     |
| Mikros Agios Minas (Xera Agiou Mina)                       | Μικρός Άγιος Μηνάς (Ξέρα Αγίου Μήνα)               | 00,021           | 37° 35′ 6″ N, 26° 32′ 33″ O      |
| Strongylo                                                  | Στρογγυλό                                          | 00,057           | 37° 31′ 25″ N, 26° 29′ 42″ O     |
| Plaka (Platy, Ploty)                                       | Πλάκα (Πλατύ, Πλωτύ)                               | 00,050           | 37° 31′ 1″ N, 26° 29′ 17″ O      |
| Plakaki (Xera Plakaki)                                     | Πλακάκι (Ξέρα Πλακάκι)                             | 00,003           | 37° 30′ 46″ N, 26° 29′ 15″ O     |
| Makronisi (Makry)                                          | Μακρονήσι (Μακρύ)                                  | 00,647           | 37° 30′ 39″ N, 26° 29′ 48″ O     |
| Prasonisi (Prasonikaki, Agridio)                           | Πρασονήσι (Πρασονησάκι, Αγριδιό)                   | 00,010           | 37° 31′ 27″ N, 26° 30′ 46″ O     |
| Megalos Anthropofagos ((Megalos) Anthropofas, Anthro)      | Μεγάλος Ανθρωποφάγος ((Μεγάλος) Ανθρωποφάς, Ανθρώ) | 00,545           | 37° 30′ 59″ N, 26° 32′ 29″ O     |
| Mikros Anthropofagos (Mikros Anthropofas, Kedro)           | Μικρός Ανθρωποφάγος (Μικρός Ανθρωποφάς, Κεδρό)     | 00,056           | 37° 31′ 46″ N, 26° 32′ 46″ O     |
| Chiva                                                      | Χίβα                                               | 00,001           |                                  |
| Xera                                                       | Ξέρα                                               | 00,008           |                                  |

## Geschichte
Nördlich des heutigen Ortes Fourni wurden Reste einer Zyklopenmauer gefunden. Auf dem nahegelegenen Berg Agios Georgios befinden sich Überreste einer Akropolis und eines Tempels, der wahrscheinlich Hermes geweiht war. Weitere Überreste von Tempeln bei Kamari und bei Agia Triada Chrysomilias lassen auf eine bedeutende antike Siedlung schließen.
Wahrscheinlich waren die ersten Einwohner der Insel Ionier aus Milet. Mehrere Marmorsteinbrüche versorgten die ionischen Städte, besonders Milet, mit Baumaterial. Antike Quellen berichten, dass die Flotte von Polykrates hier überwinterte. Der Philosoph Porphyrios von Tyros erwähnt die Insel im 3. nachchristlichen Jahrhundert als Korseas. Der venetianische Geograph Benedetto Bordone erwähnt sie 1537 als Fornelli (kleine Brennöfen). Aus osmanischen Karten sind die Namen Melanthi, Fortiole und Koursoi überliefert. Von der Byzantinischen Zeit bis ins Mittelalter dienten die Inseln Piraten als Versteck, da die Küstenlinien stark zerklüftet und unüberschaubar sind. 1770 errichteten sechs Mönche aus Patmos bei Koumara die Kapelle der Jungfrau Evangelistria. Später siedelten sich Menschen vom Dodekanes an. Nach der Griechischen Revolution wurden die Inseln einem Seemann aus Patmos für die Unterstützung der osmanischen Flotte übertragen. Ein osmanischer Stützpunkt wurde 1864 für die Provinzverwaltung eingerichtet. Am 14. Augustjul. / 27. August 1912greg. wurden die Inseln in den Freistaat Ikaria eingegliedert. Nachdem griechische Truppen 4. Novemberjul. / 17. November 1912greg. den Freistaat besetzten, wurde die offizielle Vereinigung mit Griechenland am 24. Junijul. / 7. Juli 1913greg. vollzogen.
Im Jahre 2015 wurden vor Fourni über 20 Schiffswracks auf dem Meeresboden entdeckt. Bis Oktober 2018 stieg die Zahl auf 58. Die meisten Schiffswracks stammen aus griechischer, römischer oder byzantinischer Zeit.

## Verkehr
Fourni ist nur per Fähre zu erreichen. Nach Piräus bestehen dreimal wöchentlich Verbindungen über die Kykladeninseln Mykonos, Paros und Syros. Ansonsten kann Fourni über Samos oder Ikaria erreicht werden. Zusätzlich verkehren im Sommer Tragflügelboote (Flying Dolphins) von Samos (Pythagorio), Ikaria (Agios Kirykos), Patmos und Lipsi. Zwischen der Hauptinsel und Thymena bestehen täglich mehrere Verbindungen.
Die ca. 13 km lange Straße nach Chrysomilia wurde von 2008 für geplante 5,5 Millionen Euro ausgebaut. Die EU ist zu 75 % an den Kosten beteiligt.
Oberhalb des Ortes befindet sich ein Hubschrauberlandeplatz.

## Wirtschaft
Ein Großteil der Einwohner arbeitet in der modernen Fischereiflotte, einer der größten Griechenlands. Einen weiteren Erwerbszweig bietet die Haltung von Schafen und Ziegen. Zudem wird in den letzten Jahren die Imkerei in stärkerem Ausmaß betrieben. Die Landwirtschaft ist inzwischen bedeutungslos.
In den Sommermonaten hat in den letzten Jahren der Individualtourismus an Bedeutung gewonnen.

Blick von Fourni nach Westen mit Kisiria und Thymena
Hafen des Dorfes Fourni
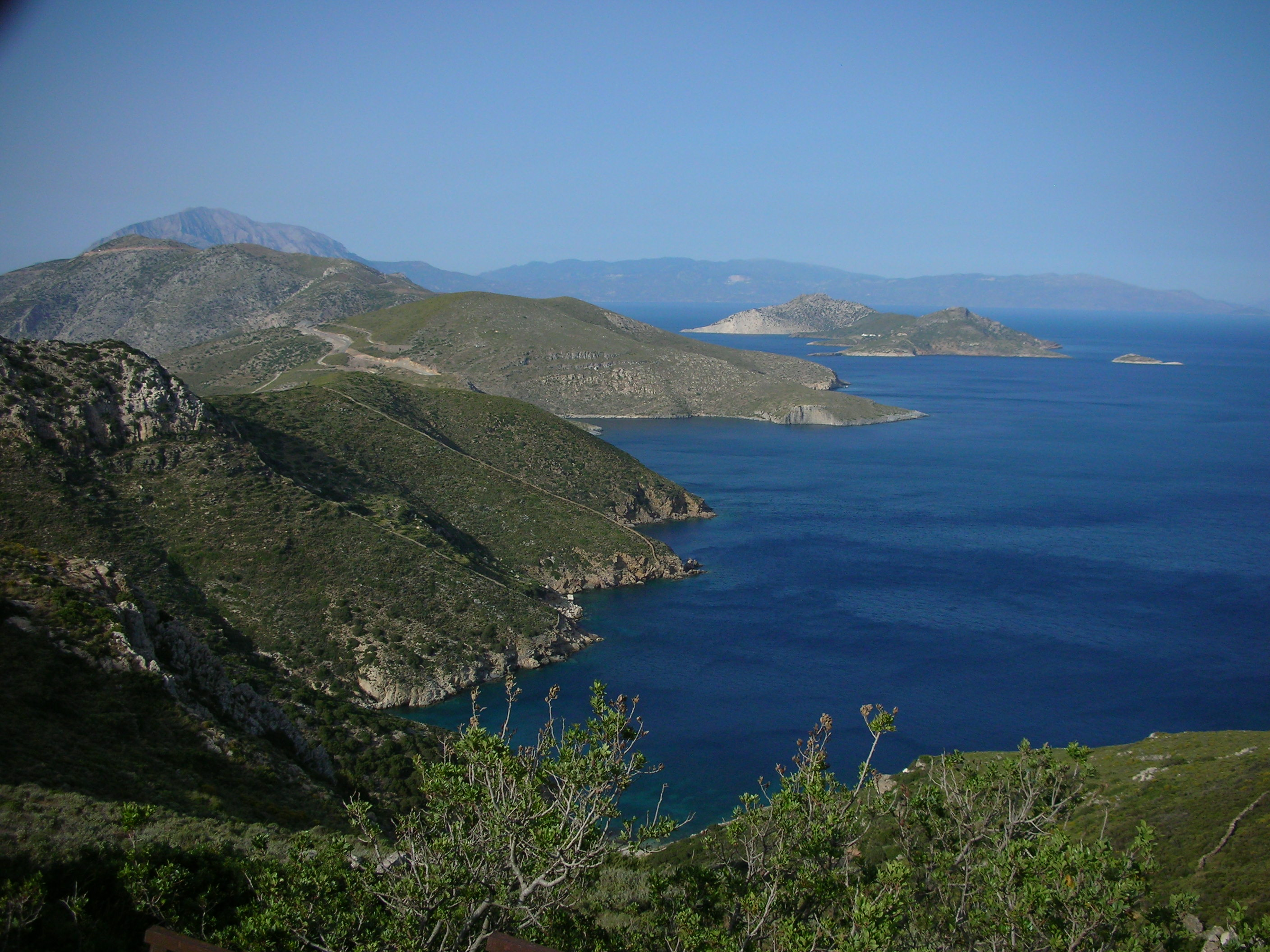
Blick von Fourni nach Osten mit Agios Minas und Mikros Agios Minas